# 西安交通大学管理学院
西安交通大学管理学院，是西安交通大学的一个学院，其前身为成立于1928年的交通大学交通管理学院，是中国最早的管理学院之一。

## 历史
- 1928年：交通大学建立交通管理学院。
- 1955年：交通大学西安部分成立生产组织教研室。
- 1980年：学校成立管理工程教研室，为国家经贸委及其下属部门培养研究生。
- 1984年：管理学院恢复建院，汪应洛教授担任院长。[2]

## 系所设置
- 管理科学系
- 工业工程系
- 信息管理与电子商务系
- 技术经济及管理系
- 组织管理系
- 市场营销系
- 会计与财务系

### 重点实验室
- 教育部软科学研究基地中国管理问题研究中心
- 过程控制与效率工程教育部重点实验室

### 其他科研机构
- 中国管理问题研究中心
- 企业战略与决策虚拟研究中心[1]

## 著名校友
汪应洛 席酉民 徐寅峰